# Lichnanthe apina
Lichnanthe apina är en skalbaggsart som beskrevs av Carlson 1980. Lichnanthe apina ingår i släktet Lichnanthe och familjen Glaphyridae. Inga underarter finns listade i Catalogue of Life.